# Felice Mazzù
Felice Mazzù (prononcé : [feˈlitʃe matˈtsu]), né le 12 mars 1966 à Charleroi en Belgique, est un entraîneur italo-belge de football.

## Biographie

### Enfance et formation
Fils d'immigrés italiens, Felice Mazzù grandit à Charleroi. Il fait ses études secondaires à l'Athénée Royal de Gilly (promotion 1984) et joue en équipe de jeunes au Sporting de Charleroi. Originellement professeur d'éducation physique dans l'enseignement secondaire (il enseigne notamment à Gilly, Nivelles et à Marcinelle), Mazzù opère une reconversion professionnelle afin de devenir entraîneur de football. Mazzù obtient son diplôme d'entraîneur et sa « licence UEFA pro » en juin 2014.

### Carrière d'entraîneur

#### Clubs des divisions inférieures
Felice Mazzù commence sa carrière d'entraîneur dans des clubs de divisions inférieures.

#### AFC Tubize
On commence à entendre parler de lui alors qu'il est le T2 de l'AFC Tubize, sous les ordres d'Albert Cartier, lors de la saison 2008-2009. Il devient lui-même le T1 de ce club la saison suivante.

#### Royal White Star Woluwe
Il se fait surtout connaître en tant qu'entraîneur principal du White Star Woluwe, club qu'il fait monter de D3 en D2, au terme de la saison 2010-2011, et auquel il offre une place en quart de finale de la Cofidis Cup (Coupe de Belgique) durant cette même saison.
Lors de la saison 2012-2013, le club remporte la première "tranche" du championnat de division 2, ce qui lui garantit une place lors du "tour final" donnant éventuellement accès à la Jupiler Pro League (division 1).
Malgré une belle entame de saison, le White Star Woluwe connaît de graves problèmes financiers et est mis en liquidation, en avril 2013.
Ce n'est que grâce à l'intervention inespérée d'un groupe d'investisseurs de Dubaï que le club est "sauvé" et a la possibilité de jouer le tour final (qu'il ne remporte toutefois pas), sans Felice Mazzù.
En cours de saison, Felice Mazzù est un temps pressenti aux commandes de l'équipe du Standard de Liège pour succéder au Néerlandais Ron Jans, limogé le 22 octobre 2012. C'est finalement le Roumain Mircea Rednic qui est retenu pour occuper le poste d'entraîneur du Standard, le 27 octobre 2012. En octobre 2014, Mazzù sera à nouveau courtisé par la direction du Standard de Liège en vue du remplacement de l'entraîneur israélien Guy Luzon, limogé par le club liégeois.

#### Charleroi SC
Le 2 mai 2013, Mazzù est officiellement annoncé comme nouvel entraîneur du Sporting de Charleroi pour la saison 2013-2014.
Son contrat est à durée indéterminée, mais le club carolorégien espère une collaboration de minimum trois ans avec lui.

##### Saison 2013-2014
Sa première saison au Sporting de Charleroi est globalement une réussite, le club finissant à la 10e place du classement général.
La saison du Sporting de Charleroi se conclut par de bons Playoffs 2, le club finissant 1er ex æquo du groupe B avec le KV Courtrai, mais ne se qualifiant pas pour la finale des Playoffs 2 à cause de la différence de buts.

##### Saison 2014-2015
La deuxième saison de Mazzù à Charleroi est plus qu'une réussite. Le club termine la phase classique du championnat à la sixième place (avec un total de 49 points), synonyme de participation aux "playoffs 1". C'est la première fois que le Sporting de Charleroi accède à ce stade de la compétition. Le club achève cette mini-compétition à la cinquième place sur six (trois victoires et deux nuls en dix matches). Le 31 mai 2015, il obtient une place pour le deuxième tour qualificatif de la Ligue Europa au terme d'une double confrontation avec le KV Malines, vainqueur des "playoffs 2". Cela faisait 21 ans que le club n'avait plus participé à une compétition européenne.
Le 12 janvier 2015, un accord de principe est trouvé entre Mazzù et la direction du club carolo quant à une prolongation de contrat de trois saisons supplémentaires, à la suite des excellents résultats sportifs (4e place du championnat et 1/4 de finale en coupe de Belgique à la trêve). Le 30 janvier, Mazzù prolonge officiellement son contrat au Sporting jusqu'en 2019.

##### Saison 2015-2016
Le premier match européen de Felice Mazzù se dispute le 16 juillet 2015 dans le cadre du deuxième tour qualificatif de la Ligue Europa et se solde par une éclatante victoire du Sporting de Charleroi sur le club israélien du Beitar Jérusalem (5-1). Le 23 juillet, le club réitère son exploit au match retour (1-4). Dans le cadre du 3e tour qualificatif, le Sporting affronte le club ukrainien du FC Zorya Louhansk, mais ne parvient toutefois pas à vaincre cet adversaire coriace (défaites 0-2 et 3-0).
Sa troisième saison au club carolo est moins bien réussie (8e en fin de phase classique) mais le Sporting réussit d'excellents PO2, à tel point que le club dispute les barrages contre le KRC Genk, 4e des PO1, pour le dernier ticket européen pour la saison 2016-2017.
Si les Carolos remportent le match aller par 2 buts à 0, le match retour voit une cinglante défaite des Zèbres 5-1, anéantissant tous les espoirs pour jouer l'Europe.

##### Saison 2016-2017
Sa quatrième saison se traduit une nouvelle fois par une réussite puisqu'il permet pour la deuxième fois au club carolo de participer aux PO1 en finissant sixième au terme de la phase classique avec 49 points. Durant les PO1, son équipe lutte jusqu'à la neuvième journée pour la quatrième place, qualificative pour les barrages en vue de l'obtention d'un billet européen, mais finira finalement cinquième de ces PO1.

##### Saison 2017-2018
Sa cinquième saison est la meilleure pour lui durant la phase classique. Il termine celle-ci a une incroyable troisième place et qualifie le club en PO1 pour la troisième fois (la deuxième consécutive).
Durant les PO1, son équipe s'écroule et finira sixième et dernier de ce mini-championnat, ne se qualifiant pour aucune compétition européenne.

##### Saison 2018-2019
Sa sixième saison au Sporting est plus mitigée. Le club carolo finit 9e de la phase classique avec 7 points de retard sur l'Antwerp, dernière équipe qualifiée pour les PO1. Il parvient toutefois à sauver la saison des zèbres en remportant les PO2, n'échouant que lors du barrage européen contre l'Antwerp (défaite 3-2 au Bosuil).

#### KRC Genk
Le 3 juin 2019, Mazzù est officiellement annoncé comme nouvel entraîneur du KRC Genk pour la saison 2019-2020.. Le 20 juillet 2019, il remporte d'emblée la Supercoupe de Belgique en battant de KV Malines 3-0. Malgré cela, le club limbourgeois le limoge, le 12 novembre 2019, à cause des résultats jugés insuffisants pour le club champion en titre (9e au classement avec un bilan de 20 points sur 42),.

#### Royale Union Saint-Gilloise

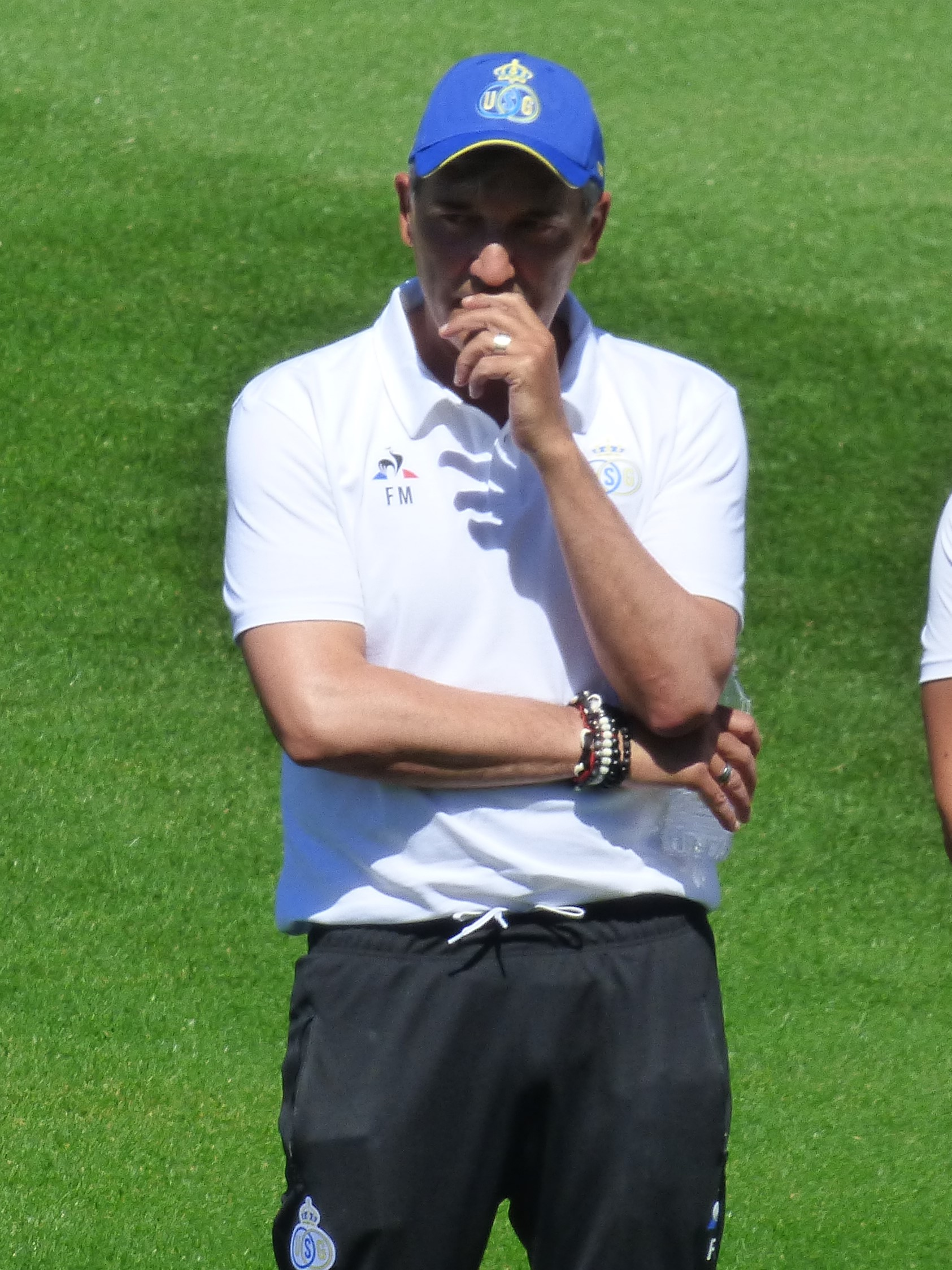
Felice Mazzù en 2020

Le 24 mai 2020, Felice Mazzù signe un contrat pour une saison, avec une saison supplémentaire en option, à l'Union Saint-Gilloise. Il aura pour mission de faire monter le club en D1A.
Durant pratiquement toute la saison, l'Union de Felice Mazzù survole le championnat de D1B et le 13 mars 2021, le club bruxellois est officiellement champion de D1B et valide ainsi son retour parmi l'élite.
Felice Mazzù aura réussi sa mission de permettre à l'Union de retrouver la Jupiler Pro League, 47 ans après l'avoir quitté.

##### Saison 2021-2022
Pour son retour parmi l'élite, l'Union Saint-Gilloise de Felice Mazzù survole le championnat durant toute la phase classique et finit premier à la fin de celle-ci.
Durant les "Champions Playoffs", son club craque à la fin de ceux-ci et l'Union finit deuxième et vice-champion de Belgique derrière le FC Bruges, et remportant le titre de meilleur entraineur ,.
Felice Mazzù aura permis, en deux ans, non seulement de ramener le club bruxellois dans l'élite du football belge mais aussi de le qualifier pour les préliminaires de la plus prestigieuse des compétitions européennes, la Champions League.

#### Sporting d'Anderlecht
Le 31 mai 2022, Felice Mazzù devient le nouvel entraîneur du Sporting d'Anderlecht, en remplacement de Vincent Kompany. Il y a signé un CDI.
Il est limogé le 24 octobre 2022 à la suite de la rencontre contre le Standard où il y a eu des débordements (défaite 3-1) et un bilan de 16 points sur 42 en championnat (5 victoires, 1 nul, 8 défaites et 12e au classement).

#### Retour à Charleroi SC

##### Saison 2022-2023
Le 12 novembre 2022, Felice Mazzù fait son retour au Sporting de Charleroi comme entraîneur principal, remplaçant Edward Still, limogé pour résultats insuffisants, Frank Defays ayant assuré un intérim de cinq semaines.
Il y a signé un CDI et aura comme première mission de qualifier le club carolo pour les Europe Playoffs.
Ayant repris une équipe classée 11e (sur 18), plus proche de la relégation que du top 8, Felice Mazzù permet au club de renouer avec le succès et de se battre pour une qualification en Europe Playoffs. Il n'échoue que de justesse à la dernière journée de la phase classique, les Zèbres finissant 9e à 2 points de la 8e place (dernière place qualificative pour les PO2).

##### Saison 2023-2024
Après un excellent second tour lors de la saison précédente, le club réalise paradoxalement une saison 2023-2024 catastrophique.
Le Sporting finit la phase classique à la 13e place, ce qui condamne les "Zèbres" à jouer les playdown pour se maintenir en D1A.
À la suite de cela, Felice Mazzù est démis de ses fonctions le 20 mars 2024.

#### Saint-Trond VV
Le 5 septembre 2024, Felice Mazzu devient le nouvel entraîneur principal de K Saint-Trond VV en remplacement de l'italien Christian Lattanzio, limogé a la suite d'un début de saison manqué (0 victoires et un bilan de 3 points sur 18 en 6 matches de championnat avec une 15e et avant-dernière place).
Il a signé un contrat jusqu'à la fin de la saison, assorti d'une clause qui, en cas de maintien du club en D1A, l'engage obligatoirement pour une saison supplémentaire.
Il est limogé de son poste d'entraineur le 10 avril 2025, à la suite de la défaite 0-3 face a Courtrai lors de la 2e journée des "Play-downs", où le club occupe à ce moment la place de barragiste pour se maintenir en D1A.

## Palmarès
- Champion de Belgique de division 3 en 2011 avec le White Star Woluwe
- Vainqueur de la Supercoupe de Belgique en 2019 avec le KRC Genk
- Champion de Belgique de division 2 en 2021 avec l'Union Saint-Gilloise
- Vice-champion de Belgique en 2022 avec l'Union Saint-Gilloise.

## Distinction personnelle
- Trophée Raymond Goethals en 2017 et 2021[8]
- Soulier d'or : entraîneur de l'année en 2017 et 2021[9]
- Footballeur pro de l'année : entraîneur de l'année en 2022